# Wolodymyr Sternjuk

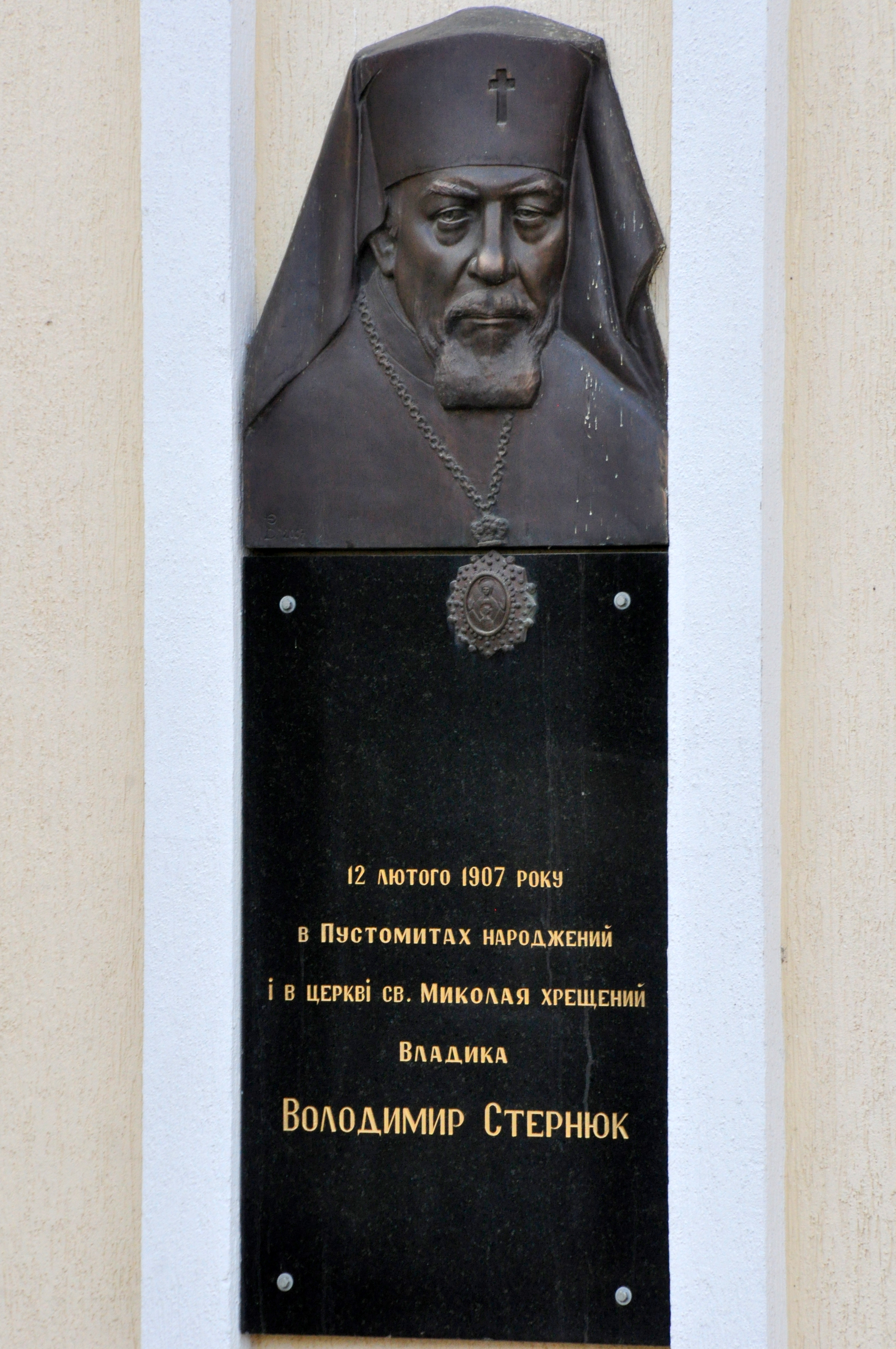
Sterniuk Pustomyty Plaque

Wolodymyr Sternjuk CSsR (* 12. Februar 1907 in Pustomyty, Galizien; † 29. September 1997 in Lemberg) war ein ukrainischer Geistlicher und Weihbischof der ukrainischen griechisch-katholischen Kirche, sowie Titularerzbischof von Marcianopolis.

## Leben
Wolodymyr Sternjuk absolvierte sein Theologiestudium zunächst in Lemberg, danach in Belgien. Er entschloss sich nach Abschluss seiner theologischen Studien, in den Orden der Redemptoristen einzutreten und empfing in dieser Ordensgemeinschaft am 21. September 1931 im Alter von knapp fünfundzwanzig Jahren das Sakrament der Priesterweihe.
Sternjuk erlebte die Verfolgung der Ukrainische Griechisch-Katholische Kirche durch die Sowjets nach dem Zweiten Weltkrieg. Als Teilnehmer an der „Pseudosynode von Lemberg“ überlebte er zunächst versteckt ein Attentat im März des Jahres 1946. Daraufhin wurde er 1947 durch die kommunistischen Machthaber der Sowjetunion zu einer fünfjährigen Gefängnisstrafe verurteilt und in ein sowjetisches Arbeitslager nach Sibirien verbracht. Er kehrte nach Lemberg zurück und setzte heimlich seine pastoralen Tätigkeiten eines griechisch-katholischen Priesters fort. Beruflich war Sternjuk als Buchhalter, Sanitäter, Hauswart und auch als Wächter tätig.
Die Bischofsweihe spendete ihm am 19. Juli 1964 Bischof Wassyl Welytschkowskyj. Zwischen 1972 und 1991 erlebte die ukrainische griechisch-katholische Kirche, besonders unter dem Parteichef der KPdSU Leonid Iljitsch Breschnew, erneute systematische Verfolgungen. In dieser Zeit war Sternjuk als kirchlicher Stellvertreter mit der pastoralen Leitung der ukrainischen griechisch-katholischen Kirche beauftragt und vertrat hierbei Myroslaw Ljubatschiwskyj.
Am 16. Januar 1991 wurde Wolodymyr Sternjuk im Alter von knapp vierundachtzig Jahren von Papst Johannes Paul II. zum Weihbischof in Lemberg und Titularerzbischof von Marcianopolis ernannt. Im Jahre 1996 wurde Sternjuk von seinen diözesanen Leitungsaufgaben altersbedingt entbunden.
Am 29. September 1997 starb Bischof Wolodymyr Sternjuk im Alter von neunzig Jahren in Lemberg.